# 苦 (味覺)
苦是味覺的一種，食物中苦瓜是帶有苦味的典型例子。苦是味覺中最敏銳的一種，經常被形容為一種令人無法入口、不舒服的感覺。人類先天抗拒苦味，但可以經由後天的學習過程，來學會接受某些苦味。
苦也被引伸為一種情緒反應，「辛苦」、「苦況」等指難以忍受的景況、納悶的感覺，即是痛苦。

## 現代醫學的看法
苦是味覺的一種。
苦味不是由單純的某一類化學物質所引起，但會造成苦味的幾乎是有機物質，主要有兩大類，一是含氮的長鏈有機化合物，二是生物鹼。其中生物鹼常被醫學上用作藥物，例如奎寧（Quinine）、番木鱉鹼（Strychnine）、尼古丁、咖啡因、藜蘆素、毛果芸香鹼、阿托品、古柯鹼、嗎啡等。
有些物質，例如糖精（Saccharin），嘗起來先有一點甜味，後來卻轉變為苦味，因此受到部分人的排斥。
當味道太苦時，通常會使人或動物排斥這種食物。許多致命的植物所含的毒素屬於生物鹼，會引起強烈的苦味。因此，苦味無疑扮演了一個重要的保護生命的角色。以奎寧來說，引起苦味的最低濃度是0.000008M，因此人類對苦味味覺特別敏感，苦味的閾值如此低，在保護作用上是很重要。人類能品嘗到苦與TAS2R基因家族有關。

## 中醫的看法
苦是中藥的五味之一。

## 藏醫的看法
在藏醫之中，苦是藥物的六味之一。藥物來源於五元，即土、水、火、風、空。土是藥物生長的本源，水是藥物生長的汁液，火是藥物生長的熱源，風是藥物生長的動力，空是藥物生長的空間，五大元素缺一不可。由於五大元素的成分多寡不同，而產生了藥物的六味，即甘、酸、鹹、苦、辛、澀。其中，水與風偏盛則生出苦味藥，例如山豆根、秦艽、唐古特烏頭、兔耳草、小檗皮、獐牙菜等。
一般而言，具有苦味的藥物，其功能有開胃、驅蟲、止渴、清熱、解毒、開竅、收斂等作用，主要醫治食慾不振、蟲病、口乾煩渴、中毒、痲瘋病、暈眩、瘟病、嘔吐、赤巴病、乳房炎症、聲音嘶啞等。然而，服用過量則會誘發體倦無力、隆病、培根病等。
藥物服後，與胃火相遇，會被三種胃火依次消化。首先被能碎培根磨碎，其次被能化赤巴消化，最後被伴火隆分離為精華與糟粕。其中，苦味、辛味、澀味的藥物在後期消化後，轉化為苦味，而能醫治培根病與赤巴病。